# Mosso
Mosso is een gemeente in de Italiaanse provincie Biella (regio Piëmont) en telt 1760 inwoners (31-12-2004). De oppervlakte bedraagt 18,2 km², de bevolkingsdichtheid is 97 inwoners per km². De gemeente is in 1999 gevormd door de fusie van de voormalige gemeenten Mosso Santa Maria en Pistolesa.

Kerk in Mosso
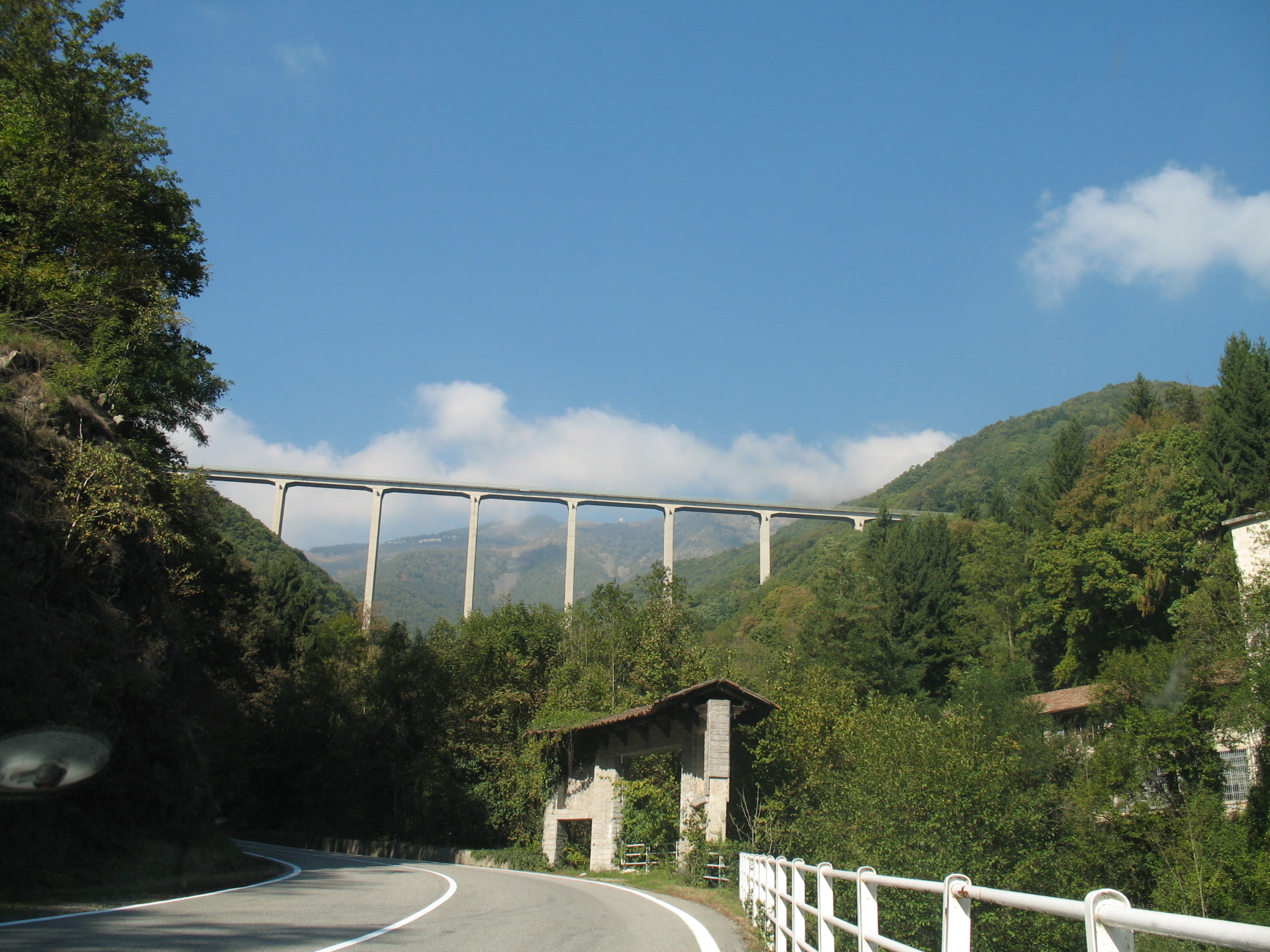
Ponte di Pistolesa
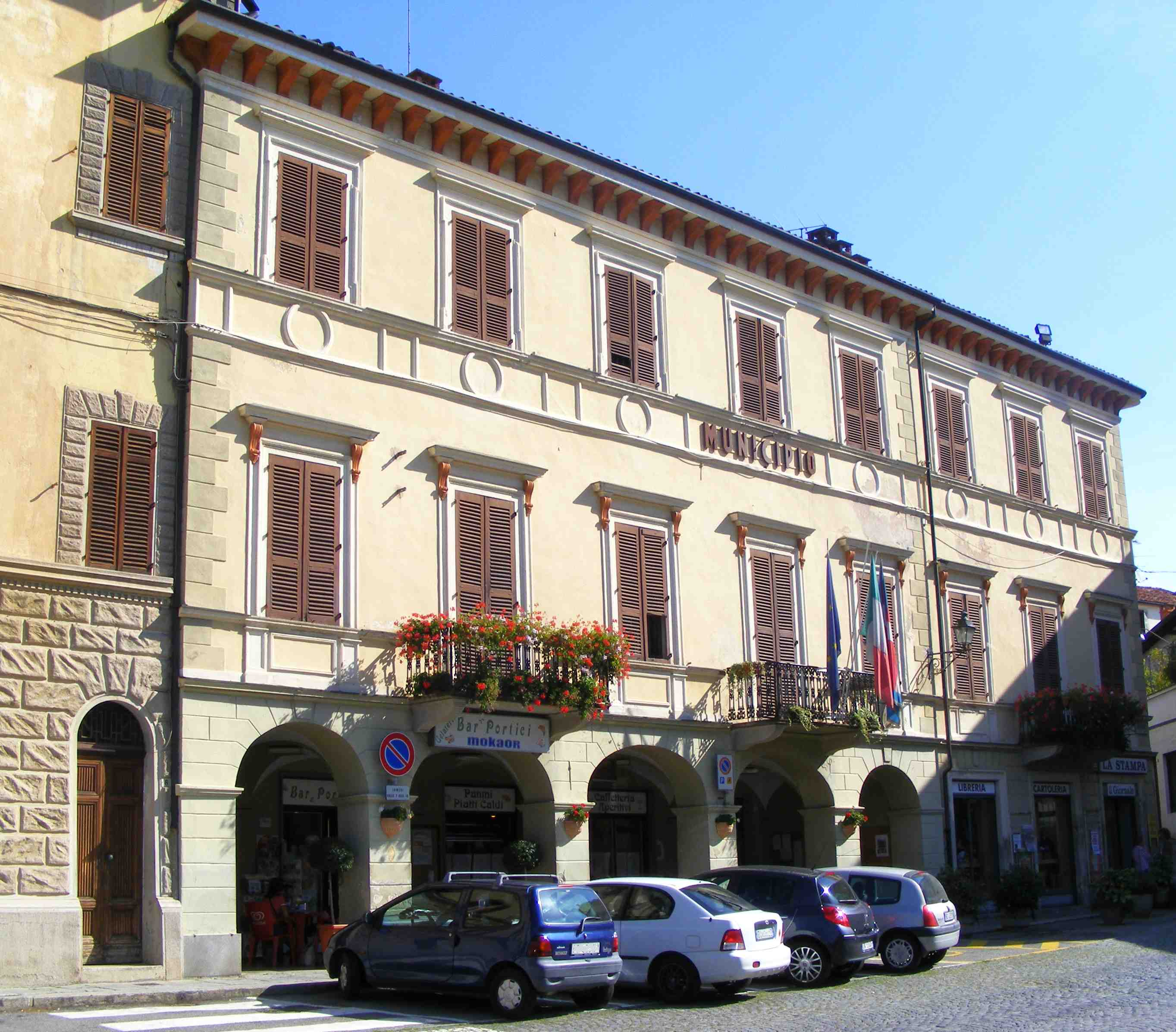
Gemeentehuis

## Demografie
Mosso telt ongeveer 756 huishoudens. Het aantal inwoners daalde in de periode 1991-2001 met 5,8% volgens cijfers uit de tienjaarlijkse volkstellingen van ISTAT.
| Jaar | Inwoneraantal |
| ---- | ------------- |
| 1991 | 1912          |
| 2001 | 1802          |

## Geografie
Mosso grenst aan de volgende gemeenten: Bioglio, Campiglia Cervo, Piatto, Quittengo, Trivero, Vallanzengo, Valle Mosso, Veglio.
Ailoche · Andorno Micca · Benna · Biella · Bioglio · Borriana · Brusnengo · Callabiana · Camandona · Camburzano · Campiglia Cervo · Candelo · Caprile · Casapinta · Castelletto Cervo · Cavaglià · Cerreto Castello · Cerrione · Coggiola · Cossato · Crevacuore · Crosa · Curino · Donato · Dorzano · Gaglianico · Gifflenga · Graglia · Lessona · Magnano · Massazza · Masserano · Mezzana Mortigliengo · Miagliano · Mongrando · Mosso · Mottalciata · Muzzano · Netro · Occhieppo Inferiore · Occhieppo Superiore · Pettinengo · Piatto · Piedicavallo · Pollone · Ponderano · Portula · Pralungo · Pray · Quaregna · Ronco Biellese · Roppolo · Rosazza · Sagliano Micca · Sala Biellese · Salussola · Sandigliano · Selve Marcone · Soprana · Sordevolo · Sostegno · Strona · Tavigliano · Ternengo · Tollegno · Torrazzo · Trivero · Valdengo · Vallanzengo · Valle Mosso · Valle San Nicolao · Veglio · Verrone · Vigliano Biellese · Villa del Bosco · Villanova Biellese · Viverone · Zimone · Zubiena · Zumaglia
1. ↑  Popolazione Residente al 1° Gennaio 2018. Istituto Nazionale di Statistica. Geraadpleegd op 16 maart 2019.